# Joaquín Botet y Sisó
Joaquín Botet y Sisó (Gerona, c. 1846-Gerona, 1917) fue un abogado, arqueólogo, numismático, escritor y político español.

## Biografía
Nació en 1846 o 1848 en Gerona. Marchó joven a Barcelona, donde recibió su primera educación en el colegio de padres escolapios de la ciudad. Botet, que estudió Derecho, hacia 1870 ejercía como abogado. Fue fundador de la Asociación Literaria de Gerona y tradujo al catalán poesías de Heine y Victor Hugo, publicadas en la Revista de Girona.
Aficionado a la numismática y a la arqueología, fue autor de títulos como Noticia histórica y arquelógica de la antigua ciudad de Emporion (1879), premiada por la Real Academia de la Historia, y Les monedes catalanes (3 vols.), publicada por la Sección de Historia del Instituto de Estudios Catalanes. Si bien usó preferentemente el castellano al principio, terminó usando sólo catalán en sus publicaciones histórico-arqueológicas.
Formó parte del catalanismo militante, lo que le llevó hacia 1894 a la primera presidencia (alargada por repetidas reelecciones) del Centre Catalanista de Girona y su comarca, del que fue portavoz el semanario Lo Geronés, que fundó y dirigió. También dirigió La Renaixensa en uno de sus últimos períodos. Fue autor de artículos de arqueología, historia y folklore en La Renaixensa, Lo Geronés, Revista de Girona y Revista Histórica Latina.
Botet, que en su faceta como político ocupó el cargo de diputado provincial de Gerona, falleció el 27 o el 29 de enero de 1917 en su ciudad natal.